# Milônia Cesônia
Milônia Cesônia (português brasileiro) ou Milónia Cesónia (português europeu) (em latim: Milonia Caesonia; m. 24 de janeiro de 41) foi uma imperatriz-consorte romana, quarta e última esposa do imperador Calígula.

## História
Milônia nasceu entre 2 e 4 de junho de um ano desconhecido, mas próximo do início do que chamamos de Era Comum. De origens modestas, Cesônia era filha de  Vistília. Seu meio irmão era o cônsul e general romano Cneu Domício Córbulo e sua sobrinha, Domícia Longina, se casaria com o imperador Domiciano. Tinha uma prima com o mesmo nome da mãe, Vistília.

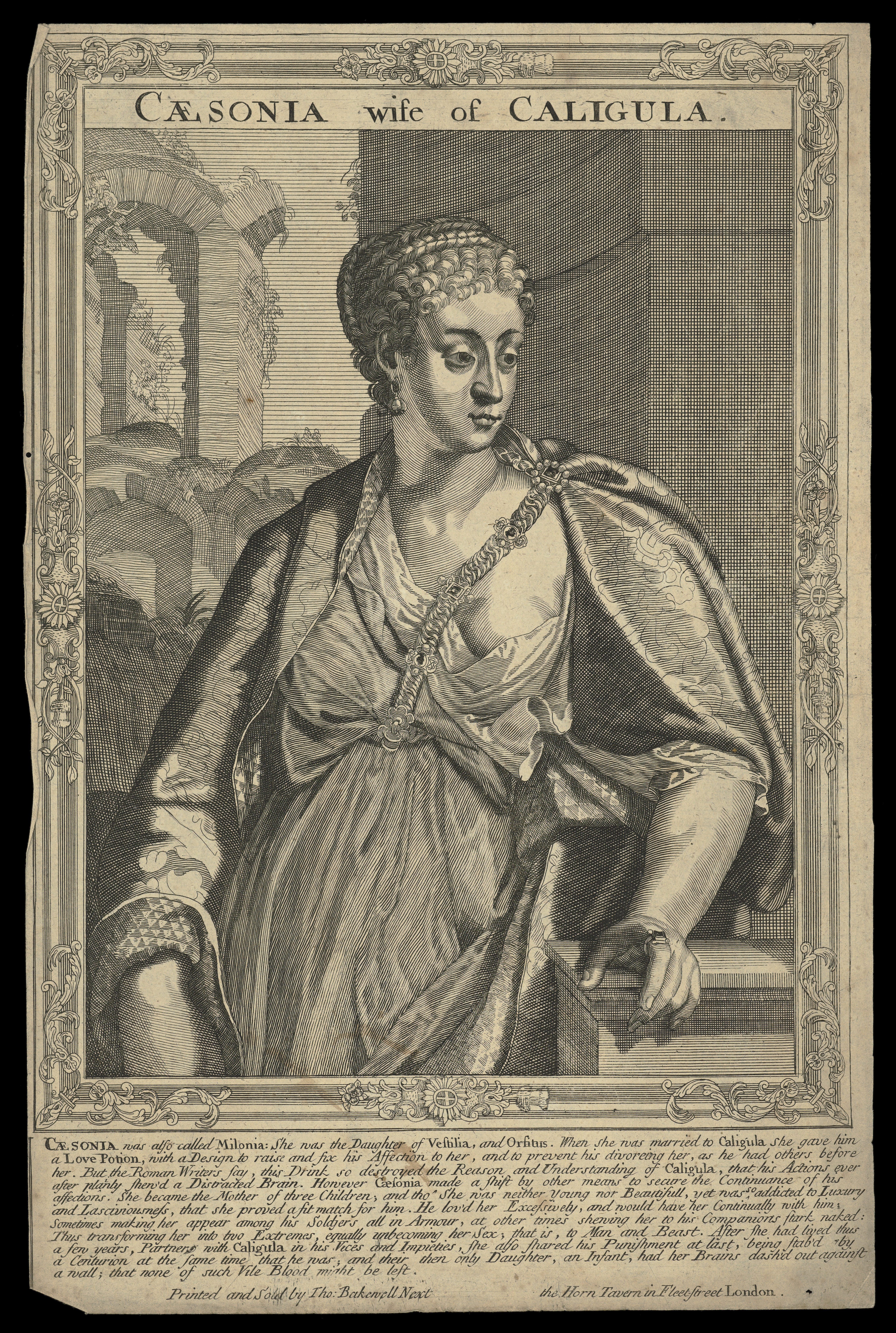
Gravura de Milônia Cesônia

Pouco se escreveu sobre ela. Suetônio afirma que quando ela se casou com Calígula, já não era mais bela ou jovem e que ela já era mãe de três filhos de outro casamento. Ele descreve Milônia como sendo uma mulher extravagante e leviana, mas que, de qualquer forma, Calígula amava apaixonada e fielmente.
Dião Cássio afirma que o imperador começou um caso com Cesônia antes do casamento (no final de 39 ou início de 40). Ela estava grávida quando se casaram e deu à luz Júlia Drusila um mês depois. Suetônio, por outro lado, afirma que ela teria tido a filha no dia do casamento. Dião Cássio acrescenta ainda que o povo romano não estava contente com o casamento de Calígula com Cesônia.
O satirista Juvenal especulou que Calígula teria ficado louco por causa de uma poção do amor que Cesônia teria lhe dado.
Suetônio conta que Calígula desfilava Cesônia perante as tropas e, às vezes, fazia-o com ela nua, mas apenas para alguns amigos selecionados. Ele supostamente ameaçava matá-la ou torturá-la como uma forma bizarra de afeto.
Em 41, Calígula foi morto por assassinos durante uma peça teatral. Cesônia e a filha, Júlia, foram assassinadas horas depois. De acordo com Flávio Josefo, ela morreu bravamente: abalada pela morte do marido, ela teria oferecido espontaneamente o pescoço ao assassino, pedindo-lhe que a matasse sem hesitar. A data foi 24 de janeiro de 41.

## Cultura popular
Cesônia já foi retratada diversas vezes em filmes e na televisão:
- 1937 – Leonora Corbett, no filme não completado I, Claudius
- 1966 – Krista Keller, no filme para a TV Claudius
- 1968 – Barbara Murray, na série televisiva The Caesars
- 1975 – Yvonne Lex, no filme para a TV Caligula
- 1976 – Freda Dowie, na série para a TV I, Claudius
- 1979 – Helen Mirren, no filme Calígula